# Francie na Zimních olympijských hrách 2010
Francii na Zimních olympijských hrách v roce 2010 reprezentovala výprava 104 sportovců (67 mužů a 37 žen) ve 13 sportech.

## Medailisté
| Medaile | Jméno                                                               | Sport                | Soutěž                       |
| ------- | ------------------------------------------------------------------- | -------------------- | ---------------------------- |
| Zlato   | Vincent Jay                                                         | Biatlon              | Muži sprint (10 km)          |
| Zlato   | Jason Lamy-Chappuis                                                 | Severská kombinace   | Muži střední můstek + 10 km  |
| Stříbro | Déborah Anthonioz                                                   | Snowboarding         | Ženy snowboardcross          |
| Stříbro | Martin Fourcade                                                     | Biatlon              | Muži hromadný start (15 km)  |
| Stříbro | Marie-Laure Brunetová Sylvie Becaert Marie Dorinová Sandrine Bailly | Biatlon              | Ženy štafeta (4 × 6 km)      |
| Bronz   | Vincent Jay                                                         | Biatlon              | Muži stíhací závod (12,5 km) |
| Bronz   | Marie Dorinová                                                      | Biatlon              | Ženy sprint                  |
| Bronz   | Marie-Laure Brunetová                                               | Biatlon              | Ženy stíhací závod (10 km)   |
| Bronz   | Tony Ramoin                                                         | Snowboarding         | Muži snowboardcross          |
| Bronz   | Marion Josserand                                                    | Akrobatické lyžování | Ženy ski cross               |
| Bronz   | Mathieu Bozzetto                                                    | Snowboarding         | Muži paralelní obří slalom   |